# Children of Jazz

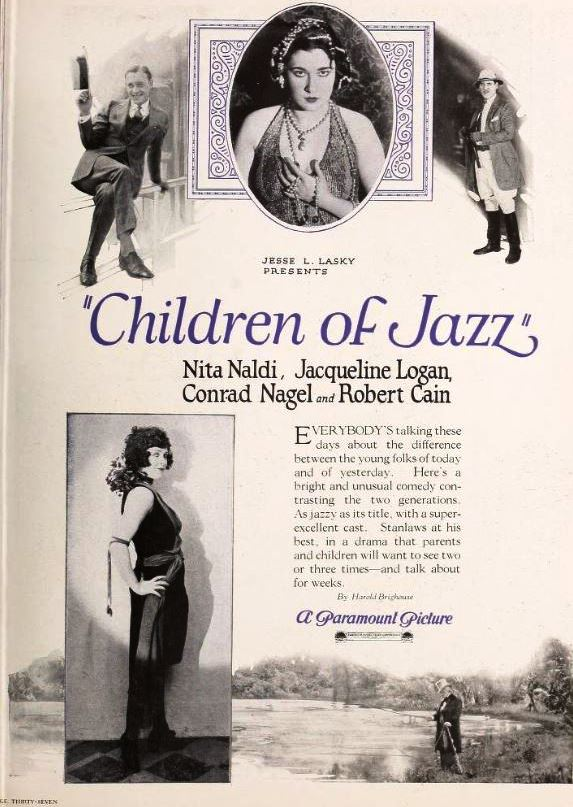
Anunci provisional de la pel·lícula Children of Jazz (1923) abans de tenir fixat definitivament el seu repartiment. Dels actors citats solament Robert Cain va acabar formant part de la pel·lícula. Anunci aparegut a la revista Exhibitors Trade Review.

Children of Jazz és una pel·lícula muda dirigida per Jerome Storm i protagonitzada per Theodore Kosloff i Ricardo Cortez, entre d'altres, tot i que inicialment el repartiment havia d'incloure Nita Naldi, Jacqueline Logan i Conrad Nagel. Basada en l'obra de teatre “Other Times” de Harold Brighouse, es va estrenar el 8 de juliol de 1923. La crítica del moment no la va considerar gaire bé i actualment es considera una pel·lícula perduda.

## Argument
Babs Weston accepta casar-se amb l'aventurer Richard Forestall abans que aquest marxi precipitadament, acceptant el seu anell i prometent-li ser fidel. Quan Richard torna descobreix que la seva promesa s'ha convertit en una "víctima del jazz" i està compromesa amb dos homes més, un dels quals encara no està divorciat. Decideix deixar Babs i visita els seus pares a la seva illa al mar del Carib. Mentrestant, durant una festa, Babs i els dos seguidors prenen un aeroplà per viatjar cap al sud i són sorpresos per una tempesta que els obliga a aterrar a l'illa on viuen els pares de Richard. Aquest s'ocupa de reformar els joves fent-los treballar en coses útils i recupera Babs que decideix dur una vida més saludable.

## Repartiment
- Theodore Kosloff (Richard Forestall)
- Ricardo Cortez (Ted Carter)
- Robert Cain (Clyde Dunbar)
- Eileen Percy (Babs Weston)
- Irene Dalton (Lina Dunbar)
- Alec B. Francis (John Weston)
- Frank Currier (Adam Forestall)
- Snitz Edwards (Blivens)
- Lillian Drew (Deborah)